# Grenzer
I Grenzer, noti in Italia come confinari (in croato krajišnici o graničari) ma anche semplicemente come Croati dal loro ruolo di origine e di stazionamento della maggior parte dei loro reggimenti, erano i "soldati di confine" al servizio dell'impero d'Austria che avevano il compito di presidiare il confine tra l'impero asburgico e quello ottomano, in origine di quasi mille chilometri, in cambio della terra loro assegnata.

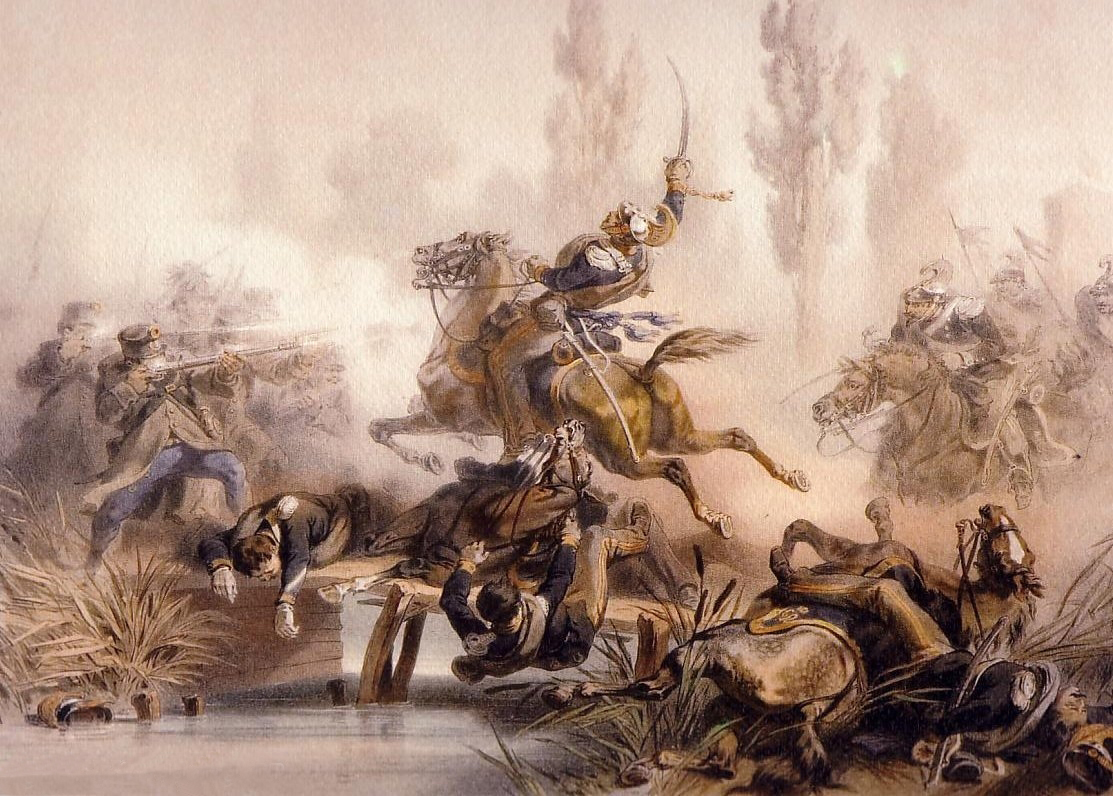
Il X Reggimento Grenzer 1º Banal alla Battaglia di Governolo.

Si trattava di una serie di reggimenti di fanteria leggera, però meno "specializzati" degli Feldjäger tirolesi: erano infatti strutturati e armati come fanteria di linea e in grado di svolgere eccellentemente entrambi i ruoli.
Ciò che li distingueva dalle altre truppe era però la struttura sociale da cui traevano origine: vere e proprie comunità semi-indipendenti di contadini-soldati, dove tutti gli uomini abili avevano l'obbligo di portare le armi per presidiare la linea di frontiera.
Inizialmente considerati irregolari nell'ordinamento militare austriaco, vennero poi alla metà del settecento, inquadrati in strutture regolari e dotati di uniforme.
Sopravvisse sempre comunque al fianco dell'ordinamento reggimentale anche la pristina forma del miliziano irregolare (serezjanin/It: saressano).
In cambio di questo servizio permanente queste comunità (Zadruga) godevano di una relativa indipendenza, difatti, pur essendo localizzate in buona parte nel territorio del regno d'Ungheria le aree del confine militare non erano sottoposte alla giurisdizione magiara.
Questa loro peculiare condizione di libertà personale e di servizio permanente al confine le rese storicamente una delle migliori truppe al servizio della Casa d'Asburgo: combattenti ottimi, resistenti alle fatiche, costituivano generalmente l'avanguardia dei corpi d'armata imperiali.
I reggimenti Grenzer, a mano a mano che si estendeva il confine militare, diventarono progressivamente 18, e precisamente:
confine di Karlstadt: 
- I di Licca
- II di Otocac
- II di Ogulin
- IV di Slunj

confine di Varasdino:
- V di Kreutz;
- VI di S.Georg;

confine slavonico:
- VII di Brod in Slavonia;
- VIII di Gradisca;
- IX di Petervaradino;

confine del Banato:
- X 1º Banal di Petrinja
- XI 2º Banal di Petrinja
- XII del Banato;
- XIII valacco illirico;

confine transilvano:
- XIV 1º Szekler;
- XV 2º Szekler;
- XVI valacco;

e infine il reggimento autonomo di Titel (cechisti, ovvero battellieri)
Proprio per la costante ostilità ungherese, e in relazione al sempre minore peso militare dell'avversario ottomano, nel 1867, in seno alle riforme dello strumento militare asburgico nell'ambito del cosiddetto ausgleich o compromesso, che istituì la duplice monarchia, i reparti Grenzer furono progressivamente e trasformati in unità di fanteria o della honvedsedek, la milizia territoriale ungherese. Tale processo fu compiuto entro il 1881.

## Uniformologia
Originariamente senza una uniforme definita, nel XVIII secolo venne loro imposto, nell'ambito del processo di irreggimentazione di fornirsi a loro spese della stessa, cosa che inizialmente provocò una serie di malcontenti.
Pur costantemente basata sul modello della coeva fanteria ungherese, l'uniforme dei frontalieri presentò quasi sempre caratteristiche particolari. 
Molto accentuata all'inizio, con ogni reggimento dotato di uniforme di colore specifico e un caratteristico cappello cilindrico durante la guerra dei sette anni, tale differenziazione venne a essere ridotta al minimo durante la prima fase delle guerre napoleoniche, con solo le mostreggiature con i colori reggimentali.
Accanto però alla normale uniforme da campo (feldmontur) di colore bianco, fornita ora dallo Stato, i frontalieri furono comunque autorizzati a portare, durante il loro regolare servizio sul confine militare anche una uniforme (hausmontur) autoprodotta nell'ambito delle proprie comunità (zadruga), che per essere tinta con l'uso di cortecce, diventava di color marrone scuro.
Infine nel 1808, nell'ambito della generale riforma dell'organizzazione militare austriaca in preparazione alla guerra del 1809 contro Napoleone, anche la regolare feldmontur dei Grenzer venne a essere stabilita nel medesimo marrone, dando finalmente a questo corpo scelto un carattere uniformologico stabile e peculiare, che sarebbe durato, con gli opportuni aggiornamenti, fino allo scioglimento del corpo stesso.